# Episodi di Baby Sitter (quarta stagione)
La quarta stagione della serie televisiva Baby Sitter è stata trasmessa in anteprima negli Stati Uniti d'America in syndication tra il 31 dicembre 1988 e il 18 novembre 1989.
| nº | Titolo originale        | Titolo italiano | Prima TV USA      | Prima TV Italia |
| -- | ----------------------- | --------------- | ----------------- | --------------- |
| 1  | No Nukes Is Good Nukes  |                 | 31 dicembre 1988  |                 |
| 2  | Ninny and the Professor |                 | 7 gennaio 1989    |                 |
| 3  | Duelling Presleys       |                 | 14 gennaio 1989   |                 |
| 4  | Adam See, Adam Do       |                 | 21 gennaio 1989   |                 |
| 5  | Yesterday Cafe          |                 | 28 gennaio 1989   |                 |
| 6  | Fatal Obsession         |                 | 4 febbraio 1989   |                 |
| 7  | Walter Gets a Dodo      |                 | 11 febbraio 1989  |                 |
| 8  | Ladies' Night Out       |                 | 18 febbraio 1989  |                 |
| 9  | Chargin' Charles        |                 | 25 febbraio 1989  |                 |
| 10 | A Fish Called Buddy     |                 | 4 marzo 1989      |                 |
| 11 | Second Banana           |                 | 22 aprile 1989    |                 |
| 12 | Still at Large          |                 | 29 aprile 1989    |                 |
| 13 | Poetic License          |                 | 6 maggio 1989     |                 |
| 14 | Charles Splits (Part 1) |                 | 13 maggio 1989    |                 |
| 15 | Charles Splits (Part 2) |                 | 20 maggio 1989    |                 |
| 16 | Curing the Common Cult  |                 | 27 maggio 1989    |                 |
| 17 | Room at the Bottom      |                 | 1º luglio 1989    |                 |
| 18 | A Sting of Pearls       |                 | 8 luglio 1989     |                 |
| 19 | Walter's War            |                 | 9 settembre 1989  |                 |
| 20 | The Organization Man    |                 | 16 settembre 1989 |                 |
| 21 | Buddy's Daddy           |                 | 23 settembre 1989 |                 |
| 22 | Triple Threat           |                 | 30 settembre 1989 |                 |
| 23 | Aunt Vanessa            |                 | 28 ottobre 1989   |                 |
| 24 | It's a Blunderfull Life |                 | 4 novembre 1989   |                 |
| 25 | Bad Boy                 |                 | 11 novembre 1989  |                 |
| 26 | Big Bang                |                 | 18 novembre 1989  |                 |